# 北九州工業地帯

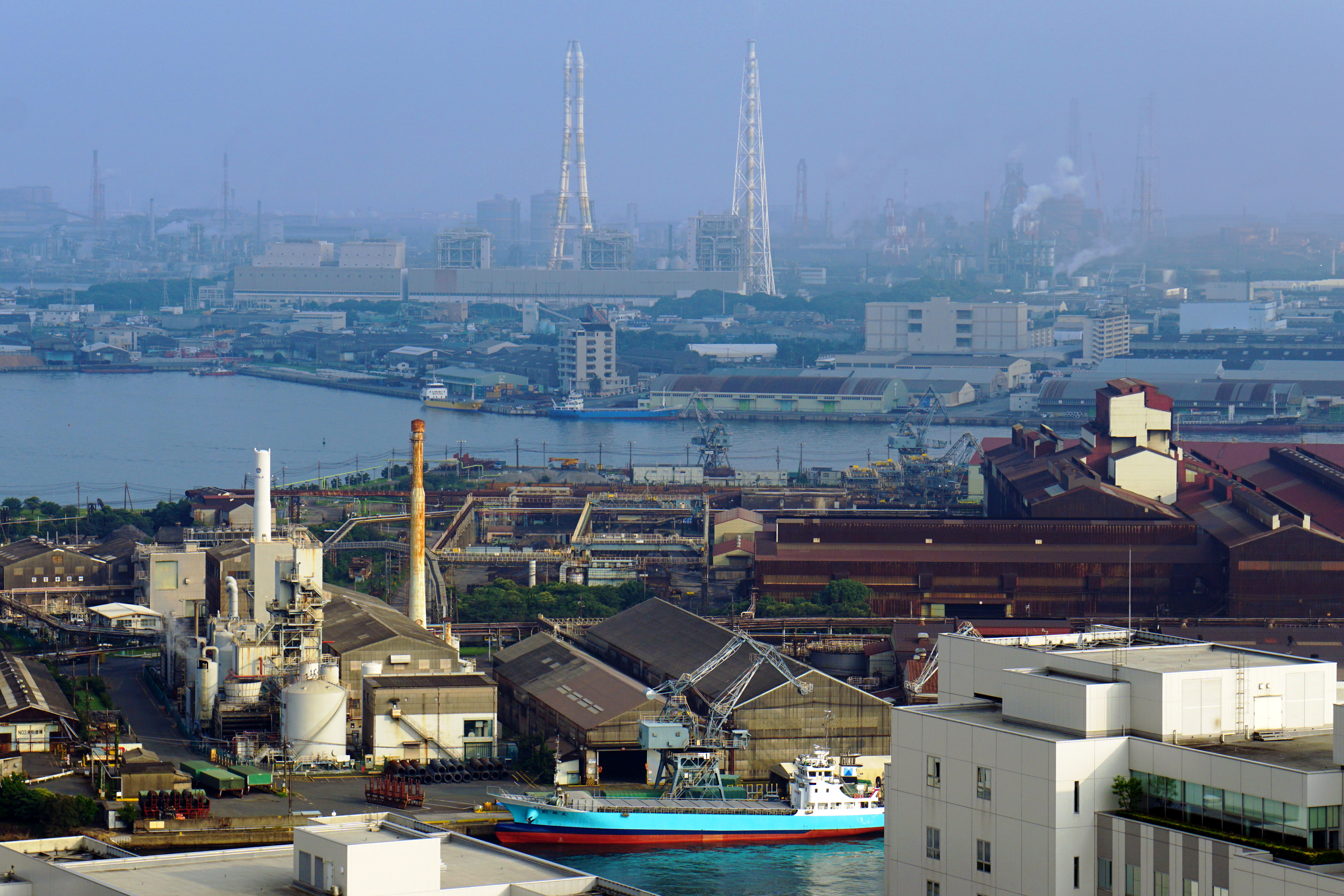
かつて日本の鉄鋼業を支えた八幡製鉄所

北九州工業地帯（北九州工業地域）（きたきゅうしゅうこうぎょうちたい｛きたきゅうしゅうこうぎょうちいき｝）は、日本の関門都市圏の福岡県北九州市側一帯に広がる工業地帯。太平洋ベルトの西端部に立地している。かつては四大工業地帯の一つであったが、近年は出荷額、シェア共に低下しており四大工業地帯から外されている。
そのため近年の教科書では、工業地帯に含めず工業地域とみなし、タイトルの「」の通り北九州工業地域（きたきゅうしゅうこうぎょうちいき）の呼称が使用されている（理由は呼称の問題の節を参照）。

## 概要
1901年、八幡村（現・北九州市八幡東区）に日本初の製鉄所である官営八幡製鐵所（現在の日本製鉄の源流）が開設されたことに始まる。筑豊炭田・宇部炭田で産出される石炭と、中国大陸からの鉄鉱石など原料の輸入に適した港湾を背景に漁村から一大工業都市へと発展した。
関門海峡から響灘・洞海湾沿岸にかけて、官営製鉄所の後身日本製鉄九州製鉄所（以前の八幡製鐵所）（八幡東区・戸畑区・小倉北区）の鉄鋼業、日鉄ケミカル&マテリアル（戸畑区）や三菱ケミカル（八幡西区）などの化学工業、TOTO（小倉北区）や黒崎播磨（八幡西区）などの窯業、三菱重工業（下関市）などの造船業、安川電機（八幡西区）などのロボット機械産業が発達し、周防灘沿岸には日産自動車九州（苅田町）やダイハツ九州（中津市）などの自動車産業、UBE三菱セメント、三菱マテリアル（苅田町）などのセメント製造拠点が集積している。
内陸部は石灰石の一大産出地で、東谷鉱山（小倉南区）、香春鉱山（香春町）、船尾鉱山（田川市）、関の山鉱山（田川市）などがあり、セメント工業が発達しているほか、トヨタ自動車九州（宮若市・苅田町）などの工場がある。また、九州地方は半導体産業が集積している事からシリコンアイランドと呼ばれ、ローム福岡（行橋市）やジェイデバイス（宮若市）などの工場がある。
製鉄、化学、窯業、セメントなどの重厚長大型の素材産業で名をはせた北九州工業地帯だが、現在の主力は自動車産業である。2014年の福岡県の製造業出荷額の構成比を見ると、自動車等の輸送機械が28.7%を占め、鉄鋼と食品がそれぞれ10.7%と続いている。日産、トヨタ、ダイハツの生産拠点が増産体制を強めており、九州北部の自動車生産台数は2012年には約140万台に達し、九州の自動車生産台数の全国シェアは2011年には14.3％に達した。福岡県や九州の自動車メーカーは、今後10年で九州の自動車生産台数を年間180万台に引き上げることを目標に掲げている。
北九州工業地帯にある北九州学術研究都市（若松区）では、北九州学術研究都市連携大学院という取り組みが行われている。世界全体で起きている自動車の電子化についての競争に対応すべく、連携大学院にカーエレクトロニクスコースを設けている。北九州学術研究都市は、産官学一体となって先端科学技術に関する教育・研究機関の集積を行い、｢アジアの中核的な学術研究拠点｣と｢新たな産業の創出・技術の高度化｣を目指している。北九州学術研究都市では、早稲田大学大学院情報生産システム研究科、北九州市立大学国際環境工学部・大学院国際環境工学研究科、九州工業大学大学院生命体工学研究科、九州歯科大学、産業医科大学、英国クランフィールド大学、安川電機などが連携している。

## 呼称の問題
鉄鉱石など原料の輸入に適した港湾を背景に発展した経緯がある。そのため第二次世界大戦前からある工業地域を歴史的な観点から「工業地帯」と称されていた。
しかし、近年は鉄鉱石の輸入先が北九州から最も近かった中華人民共和国から、環太平洋の連携が取られたオーストラリア連邦などに変わってきたことや、
エネルギー革命（石炭から石油への転換）により筑豊・宇部の炭田・炭鉱が閉山したことから、アメリカ合衆国におけるラストベルトと同様に生産規模が他の工業地帯に比べて大幅に低下した。
2000年代前半には、製造品出荷額で京葉工業地域・北陸工業地域などに抜かされ5工業地域以下となった。
具体的な額としては、中京工業地帯約58兆円、京浜工業地帯約44兆円、阪神工業地帯約35兆円、瀬戸内工業地域約33兆円、北関東工業地域約30兆円、東海工業地域は約19兆円、京葉工業地域は約15兆円、北陸工業地域は約14兆円、北九州工業地帯は約9兆円となり、工業地帯とは大きな差が開き、5工業地域との比較でも最少の北陸工業地域の半分程度まで低下した。
このため、近年、ほとんどの教科書では北九州は「工業地域」とし、他の3つ（京浜・中京・阪神）が三大工業地帯と呼ばれており、四大工業地帯とは呼んでいない｡

## 主な都市と事業所
（）内は製造品出荷額。2021年度、単位は万円。

### 山口県
（山口県の以下の都市は瀬戸内工業地域の構成都市でもある）
- 宇部市（3965億円）
  - 化学：UBE宇部ケミカル工場、宇部マテリアルズ宇部工場、協和キリン宇部工場、協和発酵バイオ山口事業所 宇部、太陽石油山口事業所、チタン工業宇部工場、テクノUMG宇部工場
  - 機械：UBEマシナリー宇部工場、理想科学工業宇部事業所
  - セメント：UBE三菱セメント宇部セメント工場
  - 繊維製品：明石被服興業宇部工場
  - 半導体：ルネサス セミコンダクタ マニュファクチュアリング山口工場
  - 窯業：セントラル硝子宇部工場
- 山陽小野田市（5373億円）
  - 化学：宇部フィルム小野田工場、小野田化学工業小野田工場、西部石油山口製油所、田辺三菱製薬工場小野田工場、日産化学小野田工場、日本化薬厚狭工場
  - セメント：太平洋セメント小野田事業所
- 美祢市（1034億円）
  - セメント：UBE三菱セメント伊佐セメント工場
  - 半導体：NGKエレクトロデバイス
- 下関市（6023億円）
  - 化学：下関三井化学
  - 機械：長府製作所本社工場、シマノ下関工場
  - 金属：神戸製鋼所長府製造所、丸一ステンレス鋼管
  - ゴム製品：ブリヂストン下関工場
  - 食料品：林兼産業下関工場・下関飼料工場・長府工場、日清食品下関工場、マルハニチロ下関工場
  - 造船：三菱重工業下関造船所

### 福岡県
- 北九州市（2兆1081億円）
  - 化学：三菱ケミカル九州事業所、日鉄ケミカル&マテリアル九州製造所、シャボン玉石けん
  - 金属：東邦チタニウム八幡工場・若松工場、プロテリアル若松、神鋼メタルプロダクツ
  - ゴム製品：ブリヂストン北九州工場
  - 自動車：トヨタ自動車九州小倉工場、デンソー九州北九州工場、豊田合成北九州工場
  - 食料品：ニッカウヰスキー門司工場、関門製糖、門司飼料
  - 鉄鋼：日本製鉄八幡製鐵所、日鉄ステンレス八幡製造所、東京製鐵九州工場、常石鉄工若松スティール工場
  - 電機：安川電機八幡西事業所・八幡東事業所、三井ハイテック、カンノ製作所、濱田重工産機事業部
  - 窯業・セメント：TOTO小倉第一工場・小倉第二工場、黒崎播磨本社工場、日鉄高炉セメント
- 苅田町（1兆3094億円）
  - セメント：三菱マテリアル九州工場、苅田セメント（麻生ラファージュセメント系）苅田工場、UBE三菱セメント苅田セメント工場
  - 自動車：日産自動車九州、トヨタ自動車九州 苅田工場
  - 金属：九州テクノメタル
  - エネルギー：九州電力苅田火力発電所
- 宮若市（1兆2005億円）
  - 自動車：トヨタ自動車九州 宮田工場
  - 半導体：ジェイデバイス（旧東芝LSIパッケージソリューション福岡事業所）
- 直方市（1579億円）
  - 電機：オムロン直方、三井ハイテック直方事業所、豊前東芝エレクトロニクス
- 行橋市（1066億円）
  - 半導体：ローム福岡本社工場
  - 窯業：TOTO行橋工場
  - 機械：安川電機行橋工場
- 豊前市（1185億円）
  - 電機：豊前東芝エレクトロニクス
  - エネルギー：九州電力豊前発電所
- 吉富町（306億円）
  - 化学：田辺三菱製薬工場吉富工場

### 大分県
- 中津市（6754億円）
  - 自動車：ダイハツ九州大分工場
  - 半導体：ルネサス エレクトロニクス大分工場

## 主な理工系の高等教育機関
- 高等専門学校
  - 宇部工業高等専門学校
  - 北九州工業高等専門学校
- 国立大学
  - 九州工業大学工学部・情報工学部
  - 山口大学理学部・工学部
- 国立大学大学院
  - 九州工業大学工学府・情報工学府・生命体工学研究科
  - 山口大学理工学研究科
- 公立大学
  - 北九州市立大学国際環境工学部
  - 山陽小野田市立山口東京理科大学工学部
- 公立大学大学院
  - 北九州市立大学国際環境工学研究科
  - 山陽小野田市立山口東京理科大学工学研究科
- 私立大学
  - 近畿大学産業理工学部
  - 西日本工業大学工学部
- 私立大学大学院
  - 早稲田大学大学院情報生産システム研究科
  - 近畿大学産業技術研究科
  - 西日本工業大学工学研究科